# 左翼重组
左翼重组（希腊语：Αριστερή Ανασύνθεση，Aristeri Anasynthesi，简称ARAN）是希腊的一个共产主义组织。该组织成立于2003年。该组织的意识形态是共产主义、马克思列宁主义、毛主义、反资本主义，深受毛泽东和路易·皮埃尔·阿尔都塞的政治哲学影响。该组织的政治立场是极左翼。该组织的总部位于雅典。该组织曾参加争取颠覆反资本主义左翼合作和人民团结。